# Владас Вільджюнас
Владас Вільджюнас (лит. Vladas Vildžiūnas; *12 грудня 1932, Дабужяй, Анікщяйський район — †29 жовтня 2013, Вільнюс) — литовський скульптор і медал'єр, автор низки визначних пам'ятників у Вільнюсі. Декан катедри скульптури Вільнюської художньої академії (1988-1994). Автор пам'ятника депортованим литовцям у Республіці Комі (Воркута).

## Біографія
1952 закінчив школу в Анікшяй. Навчався у Вільнюському художньому інституті (нині Вільнюська художня академія), був учнем скульптора Юозаса Мікенаса. Навчання закінчив 1958, але незадовго до захисту дипломної роботи виключений з інституту за організацію збору підписів студентів під петицією, що вимагає перейменування проспекту Йосипа Сталіна у Вільнюсі на князя Гедімінаса і установки пам'ятника князю Гедімінасу. Диплом зрештою отримав — завдяки викладачу Мікенасу (1960).
Працював викладачем у Вільнюської школі мистецтв імені Чюрльоніса (1964-1969). Завідувач кафедри скульптури Вільнюської художньої академії (1988-1994).
Помер 29 жовтня 2013 і похований на цвинтарі Ерузалес у Вільнюсі.

## Творчість
Скульптури Вільджюнаса встановлені в різних містах Литви, Угорщини, Сполучених Штатів, а також у Воркуті — пам'ятник засланим литовцям.
Серед ранніх творів — скульптура «Три короля» в Каунасі (1968).
У 1969 скульптор створив камерну дерев'яну скульптуру «Литовська балада». Через кілька років, в 1973, її варіант був втілений в декоративній скульптурній композиції, встановленій неподалік від Кафедрального собору Святого Станіслава у Вільнюсі (архітектор Гядімінас Баравікас). Композиція встановлена на невисокій насипній гірці на відстані близько 25 м від Кафедрального собору і представляє собою бюсти трьох бородатих старців (естонський доломіт, висота 3 м). У скульптурах помітно вплив литовської народної дерев'яної скульптури. Риси розташованих колом, спиною або потилицею до центру, бюстів з ледь позначеними плечима майже однакові і відрізняються лише деталями і вираженими ними нюансами настроїв. Пропорції осіб деформовані, з підкресленими віками і подовженими носами. Виразна хвилястість рельєфу створює контрастну гру світла і тіні, яка має внутрішню напругу.
У той же період скульптором був створений пам'ятник поетесі Соломеї Неріс, якому також передував камерний варіант. Бронзова скульптура пам'ятника на високому постаменті була встановлена до 70-річчя від дня народження поетеси на вулиці Вільняус в Вільнюсі, поруч зі школою імені Соломеї Неріс (1974; архітектори Гядімінас Баравікас, Гітіс Рамуніс).
До найбільш відомих робіт Вільджюнаса відноситься пам'ятник М. К. Чюрльонісу в Друскінінкаї (1975, архітектор Р. Дічюс), що виділявся в 1970-ті сміливими новаторськими формами і відзначений Державною премією в 1976.
Динамічні узагальнені маси бронзової портретної скульптури, немов рослини виростають із землі і поступово розкриваються в просторі, уособлюючи в собі ідеї творчого генія художника і композитора Чюрльоніса.
Інші відомі твори Вільджюнаса — скульптура «Пташине божество» в парку скульптур Каліфорнійського університету в Лос-Анджелесі (1977), статуя Варвари Радзивілл у Вільнюсі (1979), пам'ятник архітектору Лаурінасу Стуокі-Гуцявічюсу в Вільнюсі (1984).
Автор ювілейної монети 50 літів, присвяченій 600-річчю проживання татар і караїмів в Литві (1997).
Вільджюнас створив також надгробні пам'ятники на цвинтарі Расу в Вільнюсі — на могилах Пятраса Вайчюнаса (1963), Казіса Борути (1970), Вінцаса Міколайтіса-Путінаса (1978), а також на Пятрашюнському цвинтарі в Каунасі — на могилах Марії Гімбутене (1994), Александраса Штормаса (2003).

## Камерні скульптури
- Trilogija «Motinystė» (1957–1960)
- Pavasaris (1961)
- Surištas sukilėlis (1963)
- Piligrimai (1977)
- Sparnuota figūra (1977)
- Generacijos (1979)

## Нагороди та звання
- Лауреат Державної премії (1976, за пам'ятник М. К. Чюрльонісу в Друскінінкаї).
- 10 грудня 2012 Вільджюнаса було оголошено лауреатом Національної премії Литви в галузі культури і науки (поряд з літературознавцем семіотики Кястутісом Настопкою, архітектором Еугеніюсом Мілюнасом, диригентом Модестасом Пітренасом, художником Жільвінасом Кямпінасом, сценографом Віталіюс Мазурасом; розмір премії становить 104 тисячі літів)